# دبوس مسطح
الدَبّوس المُسَطَّح هو نوع من دبابيس الشعر، عادةً ما يكون من المعدن أو البلاستيك، يستخدم في تصفيف الشعر لتثبيت الشعر في مكانه. إنه دبوس أو مشبك شعر صغير مزدوج الشقين ينزلق في الشعر مع فتح الشوكات ثم تغلق الشوكات المرنة فوق الشعر لتثبيته في مكانه. عادة ما تكون بسيطة وملونة بشكل غير بارز، ولكن بعضها مزين بشكل متقن أو مرصع بالجواهر. أصبحت دبابيس بوبي شائعة في عشرينيات القرن الماضي لتحتفظ بتصفيفات الشعر المتعرجة الجديدة.

## الاستخدامات
الاستخدام الرئيسي لدبوس الشعر هو تثبيت الشعر في مكانه. بالإضافة إلى الشعر المتعرج، غالبًا ما تستخدم دبابيس الشعر في تسريحات الشعر، والكعك، وأنماط الشعر الأخرى حيث يكون المظهر الأنيق مطلوبًا. لاستخدام دبوس بوبي في الشعر، أمسك الشعر في الموضع المطلوب وادفع دبوس الشعر (الجانب المستقيم لأعلى) في مكانه.
يمكن أيضًا استخدام دبابيس بوبي لتثبيت أغطية الرأس مثل عصابات الرأس والعصابات واليرمولكس في مكانها.
- يمكن استخدامها كعناصر زخرفية في الشعر.[4]
- أنه يمكن استخدام دبوس بوبي بطرق أخرى أيضًا:
- كأقفال مؤقتة عن طريق تقويم دبابيس صغيرة لفك القفل.[5]
- يمكن استخدامها بدلاً من مشابك الغسيل لتجفيف الملابس خفيفة الوزن.[5]
- يمكن استخدامها كمقاطع لإغلاق الحزم متعددة الأجزاء بين الاستخدامات.[5]
- يمكن تمريرها فوق صفحات الكتاب كإشارة مرجعية.[5]

تستخدم دبابيس بوبي أحيانًا لحماية الأصابع من الحروق أثناء تدخين الجزء الأخير من سيجارة الماريجوانا. في مثل هذا الاستخدام، يُعرف دبوس بوبي بالعامية باسم «مقطع روتش».
يمكن استخدام دبابيس بوبي لربط الأربطة من خلال ثقوب مسبقة القطع في الجلد والمواد الثقيلة الأخرى.

## شكل الدبوس
مثل المشابك، يُراد أحيانًا ملاحظة دبابيس الشعر المزخرفة في الشعر. يمكن أن يحتوي دبوس الشعر المزخرف على خرز أو شرائط أو تفاصيل أخرى عليه، وعادة ما يتم ارتداؤه لسحب الأجزاء الأمامية من الشعر بينما يبدو مزخرفًا.
يمكن أيضًا تلوين دبابيس الشعر بلون الشعر، مثل الأشقر أو البني أو الأحمر لتندمج بشكل أفضل مع الشعر.
بعضها مصنوع بدون الجانب الصلب المتموج وبدلاً من ذلك يكون أملس ومنحني. إنها مصنوعة بهذه الطريقة للمساعدة في عامل الإمساك بها وتبقى أقرب وأكثر تعلقًا بالشعر الذي تعلق به.
يمكن أيضًا أن تكون دبابيس بوبي مبطنة لتجنب تجعيد الشعر.

## تاريخه
الشركات المصنعة الإنجليزية كيربي. من برمنغهام صنع دبابيس شعر مشابهة لدبوس الشعر، قبل اختراع دبوس الشعر. الدبوس الذي يحمل علامة تجارية، «كيرب» كان مجرد واحد من الدبابيس التي أنتجها كيربي، وكان يشبه إلى حد كبير دبوس بوبي. تم اختراع دبوس بوبي من قبل لويس ماركوس، صانع مستحضرات التجميل ومقره سان فرانسيسكو، بعد الحرب العالمية الأولى واستخدم على نطاق واسع مع تسريحة الشعر المعروفة باسم «قص الشعر» أو «الشعر المموج». لقد باع في الأصل دبابيس بوبي مصنوعة يدويًا مقابل 35 سنتًا. على الرغم من أن ماركوس فكر في تسمية الدبوس باسمه، فقد أطلق عليها اسم بوبي بعد تصفيفة الشعر المتمايلة. تم الاحتفاظ بعلامة تجارية على مصطلح «بوبي بن» لعدة عقود من قبل شركة مؤسسة سميث فيكتوري أوف بوفالو، نيويورك. تمت تسوية دعوى انتهاك العلامة التجارية المقدمة من شركة مؤسسة سميث فيكتوري أوف بوفالو ضد شركة بروتكتور اند جامبل فيما يتعلق بتسمية منتج المنزل الدائم بوبي في الخمسينيات من القرن الماضي عن طريق الدفع لشركة سميث بواسطة بروتكتور اند جامبل. أصبح المصطلح الآن شائع الاستخدام، وبالتالي لم يعد علامة تجارية صالحة.